# 1491
Năm 1491 là một năm trong lịch Julius.

## Sự kiện
- Nicolaus Copernicus nhập học Đại học Kraków

## Sinh
- 28 tháng 6 - Vua Henry VIII của Anh (mất 1547)
- 11 tháng 11 - Martin Bucer, nhà cải cách Tin Lành Đức (mất 1551)
- 26 tháng 10 - Minh Vũ Tông của Trung Quốc (mất 1536)
- 8 tháng 11 - Teofilo Folengo, nhà thơ người Ý (mất 1544)
- 24 tháng 12 của Ignatius Loyolab, người sáng lập của Hội của Chúa Giêsu (mất 1556)
- 26 tháng 12 - Friedrich Myconius, nhà thần học Lutheran Đức (mất 1546)
- 31 tháng 12 - Jacques Cartier, nhà thám hiểm người Pháp (mất 1557)
- Ngày chưa biết:
  - Lapu-Lapu, chiến binh Philipin (mất 1542)
  - Azai Sukemasa, samurai và lãnh chúa Nhật Bản (mất 1546)
  - 13 tháng 5- Nguyễn Bỉnh Khiêm tức 6 tháng 4 năm Tân Hợi (mất 1585)
- Có thể xảy ra:
  - George Blaurock, người sáng lập Anabaptism Thụy Sĩ (mất 1529)
  - Antonio Pigafetta, nhà thám hiểm người Ý (mất 1534)